# Хаякава Акіко
Хаякава Акіко (яп. 早川 明子; нар. Японія) — японська футболістка, півзахисниця, виступала в збірній Японії.

## Клубна кар'єра
Виступала за клуб «Йоміурі». У сезоні 1990 року потрапила до списку 11-и найкращих гравчинь Японії.

## Кар'єра в збірній
Дебютувала у збірній Японії 4 серпня 1987 року в поєдинку проти Тайваню. З 1987 по 1988 рік зіграла 2 матчі в національній збірній.

## Статистика виступів у збірній
| жіноча національна збірна Японії | жіноча національна збірна Японії | жіноча національна збірна Японії |
| Рік                              | Матчі                            | Голи                             |
| -------------------------------- | -------------------------------- | -------------------------------- |
| 1987                             | 1                                | 0                                |
| 1988                             | 1                                | 0                                |
| Загалом                          | 2                                | 0                                |